# Mekonnen Endelkachew
Ne pas confondre avec Endalkachew Makonnen, fils de Mekonnen Endelkachew.
Ras Bitweded Mekonnen Endelkachew (Ge'ez: ራስ ቢትወደድ መኮንን እንዳልካቸው) (1890 - 1963) est un homme politique éthiopien, maire d'Addis Abeba de 1932 à 1934 et plus tard premier Premier ministre de 1943 au 1er novembre 1957. Mekonnen fut également l'auteur de romans et de pièces de théâtre, d'inspiration plutôt pessimiste.

## Biographie
Il s'est marié deux fois. Son second mariage avec la nièce de l'empereur, la princesse Yeshashework Yilma, a suivi la liaison de Makonnen avec cette femme, mariée au noble tigréan Ras Gugsa Araya Sélassié à l'époque. L'affaire menaça de détruire l'accord que l'empereur Haile Selassie avait soigneusement mis au point et amena Makonnen à être rappelé de son poste de ministre en Grande-Bretagne en 1932. Après le décès de son premier mari, la princesse Yeshashwork se marie à Bitwoded Makonnen Demissew et ne se mariera avec Makonnen Endalkachew qu'une fois devenue veuve une seconde fois pendant l'occupation italienne, à son retour d'exil en 1941.
Makonnen accompagne Haile Selassie lors de sa tournée en Europe du 16 avril au 4 septembre 1924. Après son rappel de Londres, il devient ministre de l'Intérieur, puis gouverneur de la province d'Illubabor; il dirige en cette qualité les troupes de laprovince contre l'invasion italienne sur le front de l'Ogaden. Il s'exile de 1936 à 1941 à Jérusalem puis accompagne l'empereur dans son retour en Éthiopie lors de la libération du pays. L’empereur Haile Selassie le nomme ministre de l’Intérieur en mars 1941, au sein du cabinet créé par Haile Selassie pour réaffirmer l’existence de l’Éthiopie en tant qu’État indépendant, contre le point de vue du Bureau de la Guerre britannique selon lequel, l'empereur « ne peut pas reprendre pleinement son statut et ses pouvoirs d'empereur avant la signature d'un traité de paix avec l'Italie ». Toutefois, comme le souligne John Spencer, l’Éthiopie a pu s’appuyer sur le principe du postliminium, c’est-à-dire qu’une fois l’occupation ennemie terminée, un État peut agir comme si son existence avait survécu sans interruption. « Après avoir retiré la reconnaissance de la conquête italienne », a déclaré Spencer, « la Grande-Bretagne n'était pas en position de contester l'application de la doctrine du postliminium par l'Éthiopie ». Le conflit entre l'Éthiopie et le Royaume-Uni sur sa souveraineté domine leurs relations pour les prochaines années.
À partir du 29 janvier 1943, date à laquelle l'empereur créé le poste, Makonnen devient le premier à occuper le poste de Premier ministre d'Éthiopie, jusqu'à son départ à la retraite, le 1er novembre 1957. Bahre Zewde note toutefois que Makonnen « n'était qu'un personnage cérémonial, davantage consacré à des activités intellectuelles qu'à Tsehafi Taezaz Wolde Giyorgis Wolde Yohannes, Premier ministre de facto [pendant le mandat de Makonnen] ». Spencer note que ses collègues ministres le considéraient « comme un poids lourd ». 
Bien que Makonnen ait dirigé la délégation qui représentait l'Éthiopie à la conférence de San Francisco qui crée les Nations unies, il ne participe pas aux débats car il ne parlait ni français ni anglais.